# The Magic Draâ Festival
The Magic Drâa Festival, le premier festival de la musique africaine de Zagora, se déroule en  avril dans la vallée du Drâa, dans le sud du Maroc. Soutenu par l'association du Drâa magique, ce festival de printemps, le premier du genre dans cette région, réunit des groupes d'Afrique noire et des groupes marocains durant quatre jours.